# بیمارستان بانادیر
بیمارستان بانادیر (به انگلیسی: Banadir Hospital) بیمارستانی عمومی در شهر موگادیشو در کشور سومالی است که در سال ۱۹۷۷ میلادی ساخته شده است.